# Етрополска Баба
 Тази статия е за връх Етрополска Баба.  За други значения вижте Баба (пояснение).  
Връх Баба (Етрополска Баба) вторият по височина връх в Етрополския дял на Стара планина. Намира се на територията на община Етрополе, Софийска област, 9 км южно от град Етрополе.
Надморската му височина е 1787 метра. Върхът е изграден от палеозойски шисти, покрит с кафяви горски и планинско-ливадни почви и затревен. По северните му склонове растат букови гори.
На няколко километра западно от връх Баба, в землището на село Буново, се намира хижа „Чавдар“ – един от Стоте национални туристически обекта.